# Louis Swart
Louis Swart ( 20 augustus 1934 – 8 maart 2023) was een Nederlands industrieel vormgever. Hij is vooral bekend als ontwerper van verpakkingen en typografie voor Albert Heijn in de jaren 1960 en 1970.
Hij volgde de grafische school en koos aan het Instituut voor Kunstnijverheidsonderwijs de richting Illustratie.
Swart was werkzaam bij reclamebureaus in Nederland en de Verenigde Staten. Hij was uitbater van het designbureau Louis Swart Design Coordination (LSDC), waar hij met zeven medewerkers bijdroeg aan de huisstijl van supermarkten en andere commerciële opdrachtgevers.